# Capitonius tenuiflagellum
Capitonius tenuiflagellum är en stekelart som beskrevs av Pitz och Michael J. Sharkey 2007. Capitonius tenuiflagellum ingår i släktet Capitonius och familjen bracksteklar. Inga underarter finns listade.